# Giuseppe Caramanno
Giuseppe Caramanno (Zef Karamani in albanese; Piana degli Albanesi, 24 aprile 1940) è un allenatore di calcio ed ex calciatore italiano, di etnia arbëreshe, di ruolo difensore.

## Biografia
Conosciuto come Pino o in albanese come Zef, a fine carriera ha scritto un libro intitolato Serie A - Ultima Chiamata - I segreti per vincere nel calcio e nella vita.
Suo figlio Gaetano è stato per due mandati consecutivi sindaco di Piana degli Albanesi, Comune nel quale Caramanno è stato per un mandato assessore allo sport.

## Caratteristiche tecniche

### Giocatore
Giocava come centromediano, ricoprendo il ruolo di difensore.

### Allenatore
Fin dalle prime esperienze a livello dilettantistico praticava un sistema di gioco piuttosto innovativo per l'epoca, basato sull'idea che i difensori oltre a distruggere le trame di gioco degli avversari marcandone a uomo gli attaccanti dovessero anche partecipare alla costruzione del gioco offensivo della propria squadra: nelle squadre di Caramanno, infatti, la costruzione del gioco offensivo partiva già dai terzini, che con un numero relativamente ridotto di passaggi in verticale dovevano cercare di smarcare la seconda punta o uno dei centrocampisti che si inserivano negli spazi lasciati liberi dai movimenti della prima punta, il cui ruolo principale era dunque quello di creare spazi per i compagni facendosi seguire dai difensori (molte squadre dell'epoca marcavano infatti esclusivamente ad uomo).

## Carriera

### Giocatore
Dopo gli inizi a livello dilettantistico in alcune squadre siciliane (grazie alle quali il 19 marzo 1958 ha anche giocato una partita con la nazionale Dilettanti), nella stagione 1959-1960 ha giocato 13 partite in Serie C con il Trapani, che l'aveva prelevato dal Palermo, con cui pur facendo parte della rosa della prima squadra non era riuscito ad esordire in partite ufficiali; l'anno seguente è passato alla Frattese, dove a partire dal 1960 ha giocato in Prima Categoria, il massimo livello regionale dell'epoca. Dopo aver giocato 31 partite in Serie D con la Folgore Castelvetrano nella stagione 1964-1965 ed aver vestito anche la maglia della Juventina Palermo in Prima Categoria e quella del Savoia in Serie C nella stagione 1965-1966 (4 presenze senza reti in terza serie), ha poi giocato tre campionati consecutivi (dal 1966 al 1969) in Serie D con i pugliesi del Martina, con cui gioca in totale 88 partite nel massimo livello dilettantistico italiano. Nella stagione 1969-1970 e nella stagione 1970-1971 gioca nuovamente in Serie D nella Folgore Castelvetrano, con cui nell'arco di due anni colleziona in totale altre 46 presenze.

### Allenatore

#### Gli inizi in Serie D e la Primavera dell'Avellino
Inizia la carriera da allenatore nella Nissa, dove ottiene un terzo ed un settimo posto in classifica in Promozione (il massimo livello regionale dell'epoca) per poi allenare per un anno nell'AMAT Palermo, sempre nelle serie minori siciliane; nel 1975 passa all'Akragas, in Serie D; rimane nel massimo livello dilettantistico anche nelle stagioni 1976-1977 (al Mazara), 1977-1978 (al Rende, dove conquista una promozione nel nascente campionato di Serie C2) e 1978-1979 (alla Emilio Morrone Cosenza). Nella stagione 1979-1980 è ancora in Serie D, alla Frattese, dove vince il campionato conquistando la promozione in Serie C2. Non viene riconfermato dai nerostellati per la stagione successiva, nella quale allena nuovamente in Serie D alla Rossanese guidando la squadra al terzo posto in classifica. Nella stagione 1981-1982 guida invece la Primavera dell'Avellino, società di Serie A, aggiudicandosi la Coppa Italia di categoria e perdendo la finale scudetto contro il Cesena di Arrigo Sacchi con due sconfitte per 1-0 nei due turni della finale.

#### Fra i professionisti
Nel 1982 torna a due anni di distanza sulla panchina della Frattese, esordendo come allenatore a livello professionistico con un sesto posto in classifica nel campionato di Serie C2 nella stagione 1982-1983. Per l'annata 1983-1984 viene ingaggiato dal Benevento, club militante in Serie C1, ma dopo il ritiro estivo a Ladrone e i risultati non soddisfacenti ottenuti nelle amichevoli precampionato e nel primo turno di Coppa Italia viene esonerato, anche per lo scarso adattamento ai suoi metodi di lavoro che i giocatori giallorossi mostravano. Nel corso della stessa stagione subentra a Lojacono sulla panchina della Nocerina, società di Serie C2 che pur avendo allestito una rosa competitiva per il salto di categoria si trovava al terzultimo posto in classifica con tre punti in sei giornate. I molossi sotto la guida di Caramanno risalirono in classifica e chiusero il campionato al secondo posto, venendo così promossi in Serie C1, categoria in cui Caramanno venne prima riconfermato e poi esonerato a stagione in corso in seguito ad un diverbio con il presidente Orsini circa il numero di attaccanti da impiegare. Dopo l'addio alla Nocerina viene ingaggiato per la stagione 1985-1986 dalla Reggina, con cui ottiene un secondo posto in classifica in Serie C2, con conseguente promozione in Serie C1 della squadra. Nella stagione 1986-1987 allena ancora in quarta serie, alla Sanremese; dopo alcuni buoni risultati iniziali il rendimento della squadra cala e ad inizio 1987, in seguito ad una partita pareggiata contro l'Entella, il presidente del club ligure D'Antuono (suo ex giocatore alcuni anni prima) lo esonera.

#### Le due promozioni consecutive e la Serie B
Per la stagione 1987-1988 viene ingaggiato dal Palermo, squadra della sua città, che dopo il fallimento dell'anno precedente era ripartito dalla Serie C2. I rosanero, nonostante i problemi societari e le scarse disponibilità economiche, oltre a raggiungere la finale di Coppa Italia Serie C riescono a vincere il campionato, venendo così promossi in Serie C1, ma non riconfermano nella nuova categoria Caramanno, che si accasa al Foggia. Con i rossoneri a cavallo fra il girone d'andata e quello di ritorno ottiene una striscia di quindici risultati utili consecutivi, interrotta il 25 marzo 1989 con una sconfitta per 2-1 sul campo della Casertana. La società pugliese, pur avendo un organico nella media della categoria, chiude il campionato al secondo posto in classifica, conquistata matematicamente la promozione in Serie B all'ultima giornata di campionato, in seguito ad un pareggio sul campo del Palermo, che seguiva i rossoneri in classifica ed in caso di successo avrebbe giocato con essi uno spareggio per la promozione nella categoria superiore. Il tecnico non viene però riconfermato per il successivo campionato di seconda serie, nel quale il Foggia viene allenato da Zeman; riparte invece ancora dalla Serie C1, sulla panchina della Casertana. Con i campani ottiene un terzo posto in classifica e conquista anche una striscia di dieci vittorie consecutive, record nella storia dei Falchetti. Dopo un esonero alla ventitreesima giornata con il Vicenza sempre in terza serie, l'anno seguente allena il Catania, sempre in terza serie, ma viene sostituito a stagione in corso da Franco Vannini; nella stagione 1992-1993 fa il suo esordio da allenatore in Serie B, categoria in cui allena per complessive 32 partite il Taranto, sulla cui panchina aveva sostituito Giampiero Vitali, senza riuscire ad evitare la retrocessione in Serie C1 dei rossoblù pugliesi.

#### Gli ultimi anni
Rimane inattivo per tutta la stagione 1993-1994, mentre nella stagione 1994-1995 viene ingaggiato a stagione in corso dall'Atletico Catania (squadra di Serie C1) che poi lo esonera prima del termine del campionato stesso. Rimane quindi inattivo anche per le due stagioni successive, mentre dal 1997 allena nella Polisportiva Juventina Palermo, una società di solo settore giovanile della città siciliana. Si tratta del suo ultimo incarico da allenatore; chiude quindi la carriera con un totale di nove promozioni conquistate.

## Palmarès

### Giocatore

#### Competizioni regionali
- Prima categoria: 1

Juventina Palermo: 1964-1965

### Allenatore

#### Competizioni nazionali
- Serie D: 1

Frattese: 1979-1980
- Serie C2: 1

Palermo: 1987-1988
- Serie C: 1

Foggia:  1988-1989

#### Competizioni giovanili
- Coppa Italia Primavera: 1

Avellino: 1981-1982